# Wybory prezydenckie w Stanach Zjednoczonych w Kalifornii w 2012 roku
Wybory prezydenckie w Stanach Zjednoczonych w Kalifornii w 2012 roku – odbyły się 6 listopada 2012 jako część 57. wyborów prezydenckich, w których wzięło udział wszystkie 50 stanów oraz Dystrykt Kolumbii.
Wyborcy w Kalifornii wybrali elektorów, aby reprezentowali ich w głosowaniu powszechnym w kolegium elektorskim.
Kalifornia została zdobyta przez kandydata demokratów – ówczesnego prezydenta Baracka Obamę.
| 2008← 6 XI 2012 →2016 |                                                                                        |                                                                                           |
| --- | -------------------------------------------------------------------------------------- | ----------------------------------------------------------------------------------------- |
| - Kandydat na prezydenta - Partia polityczna - Stan macierzysty - Kandydat na wiceprezydenta - Głosy elektorskie - Głosy powszechne - Wyniki procentowe | - Barack Obama - Partia Demokratyczna - Illinois - Joe Biden - 55 - 7 854 285 - 60,24% | - Mitt Romney - Partia Republikańska - Massachusetts - Paul Ryan - 0 - 4 839 958 - 37,12% |